# پتاسیم نوناهیدریدورنات
پتاسیم نوناهیدریدورنات (به انگلیسی: Potassium nonahydridorhenate) با فرمول شیمیایی K۲ReH۹ یک ترکیب شیمیایی است. که جرم مولی آن ۲۷۳٫۴۷۳ g/mol می‌باشد. 